# The Triumph of the Weak
The Triumph of the Weak er en amerikansk stumfilm fra 1918 af Tom Terriss.

## Medvirkende
- Alice Joyce - Edith Merrill
- Walter McGrail - Jim Roberts
- Templar Saxe - Robert Jordan
- Eulalie Jensen - Diamond Mabel
- Adele DeGarde - Lizee